# Euphaedra maxima
Euphaedra maxima är en fjärilsart som beskrevs av Holland 1920. Euphaedra maxima ingår i släktet Euphaedra och familjen praktfjärilar. Inga underarter finns listade i Catalogue of Life.